# Paläolinguistik
Die Paläolinguistik beschäftigt sich mit der historischen Entwicklung der Sprache. Helmut Glück bezeichnet sie als „linguistische Vorgeschichtsforschung“. Auf den Wortschatz bezogen, ist dies Aufgabe der Etymologie, erweitert auf die Grammatik die Aufgabe der Linguistik. Der Begriff Paläolinguistik tauchte 1968 auf. Die Paläolinguistik versucht darüber hinaus, aus erschlossenen Bezeichnungen auf Vorgänge und Gegenstände in der Vergangenheit zu schließen. Heute ein Randgebiet ist die Suche nach einer Ursprache oder dem Sprachursprung.

## Geschichte
Die Frage danach, wann und wie Sprache erstmals entstanden ist, beschäftigt die Menschen in Europa seit der griechischen Antike. Arens (1969: 18f.) geht auf dieses Thema mehrfach ein, beginnend mit Hinweisen auf Plato, Epikur und Diodor. Aus der Sicht der deutschen Geistesgeschichte kann auch auf Herders Überlegungen hierzu hingewiesen werden (Arens 1969: 123ff.).
Zu den Autoren, die sich mit der Sprachentwicklung vor Einsetzen der historischen Überlieferung befasst haben, gehört August Schleicher, der im Jahr 1853 seine Stammbaumtheorie veröffentlichte. Aufgegriffen wurde sie von Nikolai Jakowlewitsch Marr in seiner Japhetitentheorie. Ein neuer Vertreter der Paläolinguistik ist Richard Fester. Seit 1995 erscheint die Zeitschrift Mother Tongue, die sich mit der Vorgeschichte der Sprachen befasst.

## Probleme paläolinguistischer Forschung
Die historische Linguistik hat Wege gefunden, aus den bezeugten ältesten Sprachzuständen auf frühere Sprachzustände zu schließen; das Verfahren heißt Rekonstruktion und ist Bestandteil der etymologischen Forschung. Es erlaubt einigermaßen sichere Rückschlüsse auf die Ursprachen einzelner Sprachfamilien, zum Beispiel die indogermanische Ursprache. Rekonstruktionen sind jedoch höchstens über einen Zeitraum von einigen tausend Jahren möglich. Noch frühere Sprachzustände oder gar der Sprachursprung sind damit nicht zugänglich und müssen Gegenstand von Spekulation bleiben.
Die methodischen Probleme der Paläolinguistik liegen auf der Hand: Postulierte Gegenstände müssen archäologisch nachgewiesen werden. Rückschlüsse zum Sprachursprung und -entwicklung bleiben hypothetisch.
Umstritten ist, ob die bislang erschlossenen Ursprachen der verschiedenen Sprachfamilien noch weiter zurückgeführt werden können. Ruhlen (1994) und der Archäologe Renfrew (1995) glauben, diesen Schritt gehen zu können. Sie nehmen an, dass sich alle Sprachen aus einer einzigen Ursprache entwickelt haben (Monoglottogenese oder Monogenese). Zur Unterstützung ihrer Hypothese berufen sie sich zusätzlich auf Erkenntnisse der Humangenetik (Cavalli-Sforza u. a. 1988). Auf eine gemeinsame Ursprache zumindest Europas deuten die nicht unwidersprochen gebliebenen Untersuchungen zu Gewässer- und Ortsnamen hin (Hamel & Vennemann 2002). Die deutliche Mehrheit der historischen Linguisten sieht sich jedoch nicht in der Lage, diesen Argumenten zu folgen, weil sie der Überzeugung sind, dass mit den bekannten Methoden solch weitreichende Schlüsse nicht möglich sind.